# Otgiva
Otgiva (ur. zapewne 980-995, zm. 21 lutego 1030) – hrabianka luksemburska, żona Baldwina IV, hrabiego Flandrii.
Jej filiacja pozostaje nierozstrzygnięta. Była albo córką Fryderyka albo Gizelberta, synów Zygfryda, hrabiego Luksemburga.
Z Baldwinem IV miała syna Baldwina V z Lille.